# Zingiber porphyrosphaerum
Zingiber porphyrosphaerum là một loài thực vật có hoa trong họ Gừng. Loài này được Karl Moritz Schumann miêu tả khoa học đầu tiên năm 1904.

## Mẫu định danh
Mẫu định danh: Haviland G.D. 442; do George Darby Haviland (1857-1901) thu thập năm 1891 ở, tọa độ 2°17′37″B 111°50′25″Đ / 2,29361°B 111,84028°Đ, gần sông Rajang, tại Sibu, huyện Sibu, tỉnh Sibu, Sarawak, Malaysia. Mẫu holotype lưu giữ tại Vườn Thực vật Hoàng gia tại Kew (K).

## Phân bố
Loài này là đặc hữu đảo Borneo, được tìm thấy tại các tỉnh Sibu và Sri Aman (vườn quốc gia Batang Ai), bang Sarawak, Malaysia.

## Phân loại
Schumann (1904) xếp Z. porphyrosphaerum trong tổ Lampugium (= Zingiber).

## Mô tả
Cây thảo lâu năm. Lá không cuống hoặc cuống rất ngắn, thẳng hoặc thẳng-hình mác, đỉnh thon nhỏ dần-nhọn thon, đáy gần nhọn và thuôn tròn ngắn, mặt trên nhẵn nhụi, mặt dưới thưa lông nhỏ, dài 20–22 cm, rộng 2-2,5 cm. Bẹ lá nhẵn nhụi; lưỡi bẹ rất ngắn, dài không quá 1 mm, cắt cụt, gần như da. Cuống cụm hoa dài 16 cm, nhẵn nhụi, phần trên có lông măng mềm; vảy hình trứng-thuôn dài, nhọn, như da, sắp xếp lỏng lẻo, đáy gần như có lông măng, dài 3,5–5 cm che phủ. Cành hoa bông thóc hình trứng, dài 5 cm, đường kính gần đáy 4,5 cm. Lá bắc ngoài gần tròn, nhọn đột ngột, đáy có lông lụa, đỉnh nhẵn nhụi. Lá bắc con dài 2,5 cm, hình mác, nhọn thon, gần như có lông măng, đỉnh trở thành nhẵn nhụi. Bầu nhụy hình cầu, có lông lụa màu vàng kim.
Tương tự như Z. macrocephalum nhưng khác ở chỗ phiến lá hẹp và lá bắc có lông lụa mịn.